# Leopoldo, duca di Albany
Leopoldo di Sassonia-Coburgo-Gotha, nome completo Leopold George Duncan Albert (Buckingham Palace, 7 aprile 1853 – Windsor, 28 marzo 1884), Principe del Regno Unito, era l'ottavo figlio della regina Vittoria del Regno Unito e del principe consorte Alberto di Sassonia-Coburgo-Gotha. Leopoldo fu in seguito creato Duca di Albany, Conte di Clarence e Barone Arklow.

## Biografia

### Infanzia
Leopoldo nacque il 7 aprile 1853 a Buckingham Palace, Londra. Durante il travaglio, alla regina venne somministrato cloroformio per alleviare i dolori del parto. Il bambino nacque malato: perdeva peso, non assimilava il latte, non cresceva e piangeva disperato.
Fu battezzato nella cappella privata di Buckingham Palace il 28 giugno 1853 da John Bird Sumner, arcivescovo di Canterbury, e i suoi padrini furono il re di Hannover, la principessa Augusta di Prussia, la principessa Maria Adelaide di Cambridge e il principe di Hohenlohe-Langenburg.
Quando crebbe, il bambino aveva i gomiti gonfi, gli arti lividi e spesso urinava sangue. Vittoria pensò che la causa fosse stato l'anestetico.
In realtà il piccolo aveva l'emofilia, malattia che avrebbe colpito molti discendenti maschi di Vittoria. Per la mancanza di coagulazione del sangue, anche la più piccola ferita poteva risultare fatale. Venne quindi tenuto sempre sotto stretta sorveglianza e non fu libero di correre e giocare come gli altri fratelli. Ciò costò molto al vivace Leopoldo, le cui spiccate doti intellettive risultarono represse. Tutti erano dell'opinione che assomigliasse molto al padre Alberto.
Ancora più gravi risultavano essere le emorragie interne, che talvolta lo colpivano all'improvviso senza una causa apparente e lo costringevano per lunghi periodi a letto.

### Età adulta
Nonostante il parere dei medici, riuscì miracolosamente a raggiungere l'età adulta. Si interessava molto alla politica e aveva studiato a Oxford, nonostante i numerosi intervalli dovuti alla malattia. Lasciò l'università con un dottorato onorario in Giurisprudenza nel 1876.
Il principe Leopoldo viaggiò in Europa e soggiornò nel 1880 in Canada e negli Stati Uniti insieme alla sorella, principessa Luisa, il cui marito John Campbell, marchese di Lorne, era il Governatore Generale del Canada.
A 25 anni diventò il segretario della madre. Aveva però un carattere alquanto difficile a causa delle tante frustrazioni. Ormai sfinito dalle tante attenzioni che madre e medici gli rivolgevano, decise di non prestarvi più attenzione, facendo l'esatto contrario. Ciò provocò indignazione e risentimento nella regina, che si lamentava con tutti dell'ingratitudine del figlio.

### Matrimonio

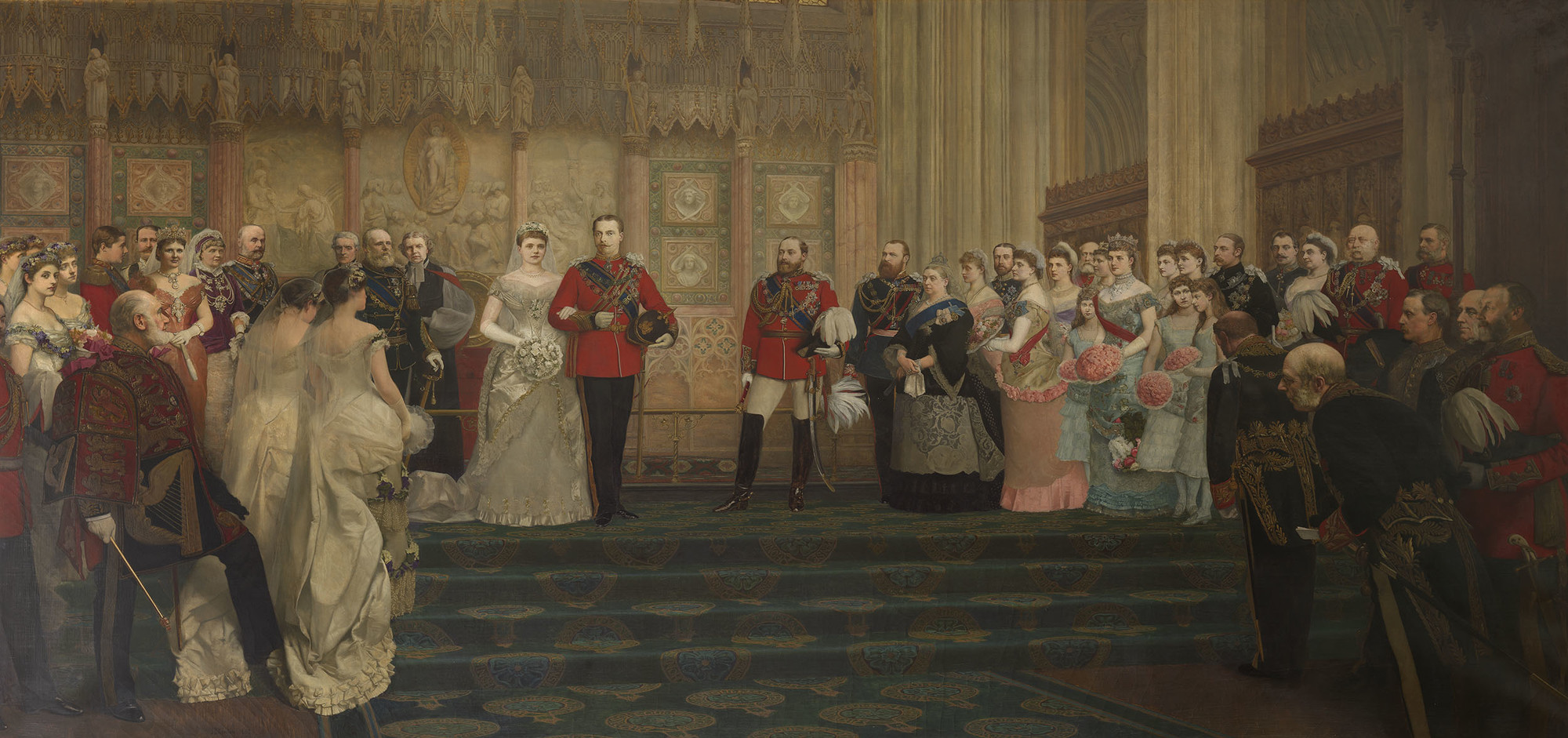
Il matrimonio di Leopoldo ed Elena; a destra dello sposo, il Principe di Galles, il Granduca d'Assia e del Reno, la Regina, il Duca di Edimburgo e il Duca di Cambridge. Alla sinistra della sposa il Re e Regina dei Paesi Bassi, il Principe e la Principessa di Waldeck e Pyrmont.

Il principe Leopoldo, per aggirare il desiderio della madre di trattenerlo a casa, vedeva nel matrimonio l'unica speranza di indipendenza. A causa della sua emofilia, ebbe difficoltà a trovare una moglie. L'ereditiera Daisy Maynard fu una delle donne che considerò come possibile sposa. È stato suggerito che egli prese in considerazione anche Alice Liddell, figlia del Vice-Cancelliere di Oxford, per la quale Lewis Carroll scrisse Alice nel Paese delle Meraviglie, mentre altri suggeriscono che egli preferisse la sorella Edith. Leopoldo divenne padrino del secondo figlio di Alice, che venne chiamato col suo nome.
Leopoldo prese in considerazione anche una sua cugina di secondo grado, la principessa Federica di Hannover; essi divennero amici e confidenti per lungo tempo. Altre possibili spose che prese in considerazione furono Vittoria di Baden e Carolina Matilde di Schleswig-Holstein-Sonderburg-Augustenburg.
Dopo il rifiuto di queste donne, la madre di Leopoldo intervenne per prevenire quelle che le sembravano possibilità non idonee. Insistendo che un figlio di monarchi britannici dovesse sposarsi all'interno di un'altra famiglia regnante protestante, Vittoria suggerì un incontro con la principessa Elena Federica (17 febbraio 1861 - 1º settembre 1922), figlia di Giorgio Vittorio, principe di Waldeck e Pyrmont. Il 27 aprile 1882 Leopoldo ed Elena si sposarono nella Saint George's Chapel nel castello di Windsor. Leopoldo ed Elena ebbero un felice (seppur breve) matrimonio, che diede due figli:
- Alice (25 febbraio 1883 - 3 gennaio 1981), sposò Alessandro di Teck;
- Carlo Edoardo, duca di Albany (19 luglio 1884 - 6 marzo 1954).

### Massoneria
Leopoldo fu un massone attivo. Venne iniziato nell'"Apollo University Lodge" di Oxford (Gran Loggia unita d'Inghilterra) quando studiava a Christ Church. Fu iniziato da suo fratello, Albert Edward, principe di Galles, che in quel tempo era il Maestro venerabile della loggia, congiuntamente con Robert Hawthorne Collins, suo tutore e amico, che in seguito divenne controllore dei conti della sua casata. Leopoldo divenne poi Maestro venerabile della loggia nel 1876-1877 e in seguito fu Gran Maestro della Gran Loggia provinciale dell'Oxfordshire; era ancora in carica al momento della sua morte.

### Morte
Il principe Leopoldo si recò a Cannes, in Francia, su ordine del proprio medico, nel febbraio del 1884; il dolore alle giunture è un sintomo comune dell'emofilia e il clima invernale dell'Inghilterra era spesso difficile per lui. Sua moglie, incinta a quel tempo, rimase a casa, ma lo esortò ad andare. Il 27 marzo scivolò e cadde allo Yacht Club della Villa Nevada, a Cannes, ferendosi al ginocchio e subendo un colpo alla testa. Morì nelle prime ore del giorno seguente, apparentemente per gli effetti della morfina che gli era stata data e del chiaretto che gli era stato servito con la zuppa.
Morì il giorno dopo il primo anniversario della morte di John Brown, l'adorato scudiero di Vittoria. Fu sepolto nella Albert Memorial Chapel a Windsor. Suo figlio, Carlo, gli successe come secondo duca di Albany dalla nascita. Nel 1900, Carlo Edoardo successe allo zio Alfredo come duca di Sassonia-Coburgo-Gotha. Tramite Carlo Edoardo, Leopoldo è il bisnonno di Carlo XVI Gustavo di Svezia, attuale re di Svezia.

## Nei Media
- Netflix "Gli Irregolari di Baker Street" (2021) interpretato da Harrison Osterfield

## Ascendenza
|                                       |                             |                                                 | Genitori                                        |  |  | Nonni |  |  | Bisnonni                                        |  |  | Trisnonni                                     |  |
|                                       |                             |                                                 |                                                 |  |  |       |  |  | Francesco Federico di Sassonia-Coburgo-Saalfeld |  |  | Ernesto Federico di Sassonia-Coburgo-Saalfeld |  |
|                                       |                             |                                                 |                                                 |  |  |       |  |  | Francesco Federico di Sassonia-Coburgo-Saalfeld |  |  | Ernesto Federico di Sassonia-Coburgo-Saalfeld |  |
|                                       |                             | Sofia Antonia di Brunswick-Wolfenbüttel         |                                                 |  |  |       |  |  | Francesco Federico di Sassonia-Coburgo-Saalfeld |  |  |                                               |  |
| Ernesto I di Sassonia-Coburgo-Gotha   |                             |                                                 |                                                 |  |  |       |  |  | Francesco Federico di Sassonia-Coburgo-Saalfeld |  |  |                                               |  |
|                                       |                             | Augusta di Reuss-Ebersdorf                      | Enrico XXIV di Reuss-Ebersdorf                  |  |  |       |  |  |                                                 |  |  |                                               |  |
|                                       |                             | Augusta di Reuss-Ebersdorf                      | Enrico XXIV di Reuss-Ebersdorf                  |  |  |       |  |  |                                                 |  |  |                                               |  |
|                                       |                             | Augusta di Reuss-Ebersdorf                      | Carolina Ernestina di Erbach-Schönberg          |  |  |       |  |  |                                                 |  |  |                                               |  |
| Alberto di Sassonia-Coburgo-Gotha     |                             | Augusta di Reuss-Ebersdorf                      |                                                 |  |  |       |  |  |                                                 |  |  |                                               |  |
|                                       |                             | Augusto di Sassonia-Gotha-Altenburg             | Ernesto II di Sassonia-Gotha-Altenburg          |  |  |       |  |  |                                                 |  |  |                                               |  |
|                                       |                             | Augusto di Sassonia-Gotha-Altenburg             | Ernesto II di Sassonia-Gotha-Altenburg          |  |  |       |  |  |                                                 |  |  |                                               |  |
|                                       |                             | Augusto di Sassonia-Gotha-Altenburg             | Carlotta di Sassonia-Meiningen                  |  |  |       |  |  |                                                 |  |  |                                               |  |
| Luisa di Sassonia-Gotha-Altenburg     |                             | Augusto di Sassonia-Gotha-Altenburg             |                                                 |  |  |       |  |  |                                                 |  |  |                                               |  |
|                                       |                             | Luisa Carlotta di Meclemburgo-Schwerin          | Federico Francesco I di Meclemburgo-Schwerin    |  |  |       |  |  |                                                 |  |  |                                               |  |
|                                       |                             | Luisa Carlotta di Meclemburgo-Schwerin          | Federico Francesco I di Meclemburgo-Schwerin    |  |  |       |  |  |                                                 |  |  |                                               |  |
|                                       |                             | Luisa Carlotta di Meclemburgo-Schwerin          | Luisa di Sassonia-Gotha-Altenburg               |  |  |       |  |  |                                                 |  |  |                                               |  |
| Leopoldo di Sassonia-Coburgo-Gotha    |                             | Luisa Carlotta di Meclemburgo-Schwerin          |                                                 |  |  |       |  |  |                                                 |  |  |                                               |  |
|                                       | Giorgio III del Regno Unito | Federico di Hannover                            |                                                 |  |  |       |  |  |                                                 |  |  |                                               |  |
|                                       | Giorgio III del Regno Unito | Federico di Hannover                            |                                                 |  |  |       |  |  |                                                 |  |  |                                               |  |
|                                       | Giorgio III del Regno Unito | Augusta di Sassonia-Gotha-Altenburg             |                                                 |  |  |       |  |  |                                                 |  |  |                                               |  |
| Edoardo Augusto di Hannover           | Giorgio III del Regno Unito |                                                 |                                                 |  |  |       |  |  |                                                 |  |  |                                               |  |
|                                       |                             | Carlotta di Meclemburgo-Strelitz                | Carlo Ludovico Federico di Meclemburgo-Strelitz |  |  |       |  |  |                                                 |  |  |                                               |  |
|                                       |                             | Carlotta di Meclemburgo-Strelitz                | Carlo Ludovico Federico di Meclemburgo-Strelitz |  |  |       |  |  |                                                 |  |  |                                               |  |
|                                       |                             | Carlotta di Meclemburgo-Strelitz                | Elisabetta Albertina di Sassonia-Hildburghausen |  |  |       |  |  |                                                 |  |  |                                               |  |
| Vittoria del Regno Unito              |                             | Carlotta di Meclemburgo-Strelitz                |                                                 |  |  |       |  |  |                                                 |  |  |                                               |  |
|                                       |                             | Francesco Federico di Sassonia-Coburgo-Saalfeld | Ernesto Federico di Sassonia-Coburgo-Saalfeld   |  |  |       |  |  |                                                 |  |  |                                               |  |
|                                       |                             | Francesco Federico di Sassonia-Coburgo-Saalfeld | Ernesto Federico di Sassonia-Coburgo-Saalfeld   |  |  |       |  |  |                                                 |  |  |                                               |  |
|                                       |                             | Francesco Federico di Sassonia-Coburgo-Saalfeld | Sofia Antonia di Brunswick-Wolfenbüttel         |  |  |       |  |  |                                                 |  |  |                                               |  |
| Vittoria di Sassonia-Coburgo-Saalfeld |                             | Francesco Federico di Sassonia-Coburgo-Saalfeld |                                                 |  |  |       |  |  |                                                 |  |  |                                               |  |
|                                       |                             | Augusta di Reuss-Ebersdorf                      | Enrico XXIV di Reuss-Ebersdorf                  |  |  |       |  |  |                                                 |  |  |                                               |  |
|                                       |                             | Augusta di Reuss-Ebersdorf                      | Enrico XXIV di Reuss-Ebersdorf                  |  |  |       |  |  |                                                 |  |  |                                               |  |
|                                       |                             | Augusta di Reuss-Ebersdorf                      | Carolina Ernestina di Erbach-Schönberg          |  |  |       |  |  |                                                 |  |  |                                               |  |
|                                       |                             | Augusta di Reuss-Ebersdorf                      |                                                 |  |  |       |  |  |                                                 |  |  |                                               |  |

## Onorificenze

### Incarichi amministrativi
- Membro dell'Onorevolissimo Consiglio privato di Sua Maestà (PC), 20 ottobre 1874 [10]
- Fellow, Society of Arts (FSA), 1876 [11]